# Trechterbekercultuur

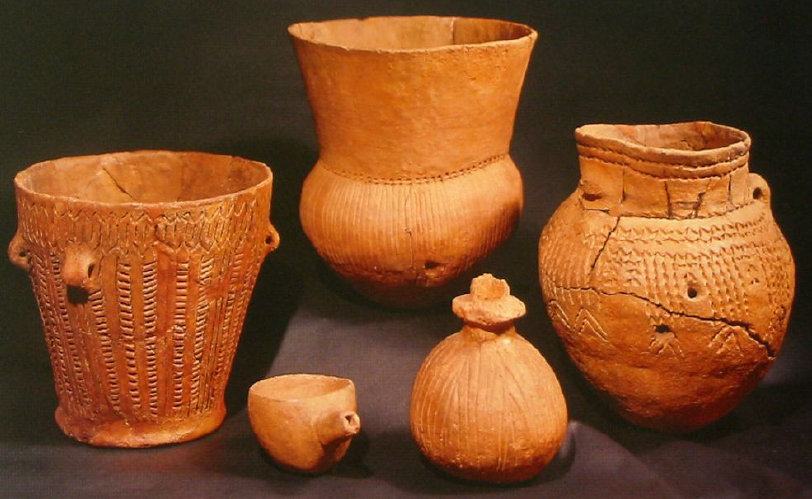
Verzameling Trechterbeker-aardewerk, Drents Museum

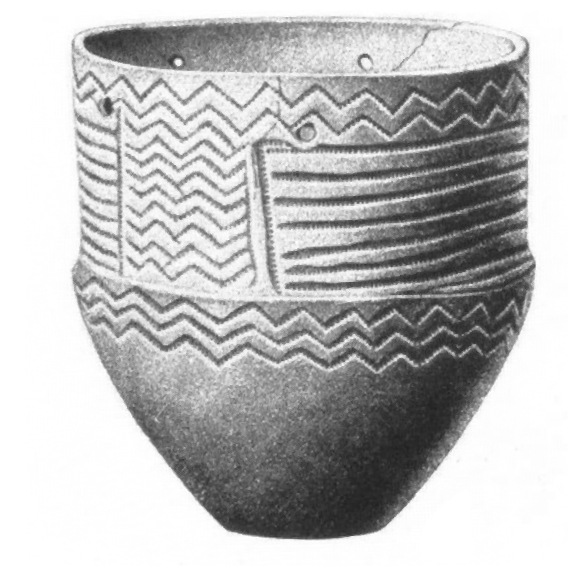
Beker uit een ganggraf in Skåne, Zweden

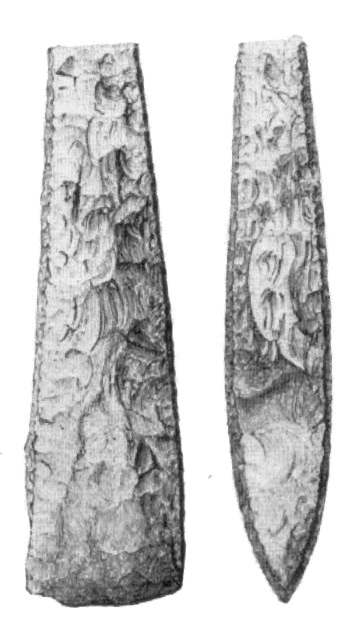
Een bijl uit Närke, Zweden

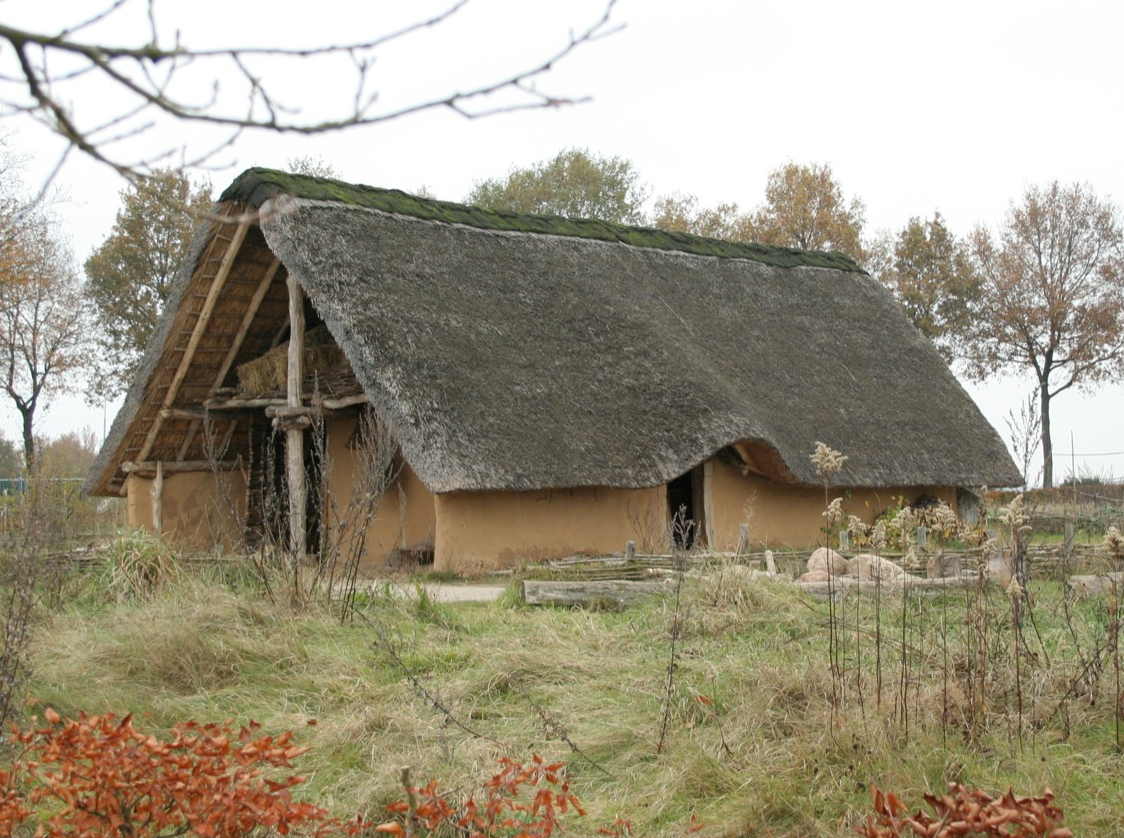
Nagebouwd huis uit de Trechterbekertijd

De trechterbekercultuur was een neolithische cultuur in Noord-Europa die bestond van ca. 4350 tot ca. 2750 v.Chr. De voorganger van de trechterbekercultuur was de Ertebøllecultuur, genoemd naar het Deense Ertebølle, en de hieraan verwante Swifterbantcultuur van jager-verzamelaars. Vanuit het zuiden trokken boeren van de Michelsbergcultuur het gebied binnen, waardoor de landbouwende trechterbekercultuur ontstond. Plaatselijk bleven groepen van de Ertebøllecultuur nog lange tijd aan hun leefwijze vasthouden.
De trechterbekercultuur werd opgevolgd door de touwbekercultuur.

## Leefgebied
De naam trechterbekercultuur is een verzamelnaam van een groot aantal met elkaar verwante gemeenschappen in het neolithicum of nieuwe steentijd, wonend in het gebied vanaf zuidelijk Scandinavië in het noorden, Nederland in het westen, de Boeg in het oosten en de Donau in het zuiden. In het zuidoosten was er deels een overlapping met de Lengyelcultuur.
De Nederlandse tak maakte deel uit van de Westgroep. Deze groep liet de hunebedden achter in zijn leefgebied, de zandgronden van Friesland en Drenthe en het aangrenzende Nedersaksen. In de hunebedden zijn trechtervormige keramische bekers gevonden.

## Leefwijze
De mensen van de trechterbekercultuur werden gemiddeld 1,65 meter lang en de levensverwachting was over het algemeen 35 tot 40 jaar. Ze leefden in woningen met een houten skelet. De muren waren gemaakt van gevlochten takken met leem en er lag riet op het dak.
De boeren verbouwden eenkoorn en emmertarwe op de kleine akkers die rond hun huis lagen. De veestapel bestond uit runderen, schapen, varkens en geiten, die graasden in een afgebakend stuk grond rondom hun woning. Voor het zware werk gebruikten ze ossen. Het in Nederland oudste gevonden wiel dateert van ongeveer 2400 v.Chr., en werd dus, voor zover men weet, nog niet gebruikt door deze cultuur.

### Etniciteit en taal
In het kader van de koerganhypothese wordt de cultuur gezien als niet-Indo-Europees. Deze Oud-Europese volkeren zouden later worden overheerst door volken van de Indo-Europese jamnacultuur die vanuit het oosten binnendrongen en de kogelamforacultuur stichtten. De relatie tussen de inheemse en binnendringende culturen resulteerde in een snelle en soepele culturele overgang naar de Indo-Europese touwbekercultuur.
Nederlandse publicaties beschrijven echter gemengde begrafenissen en stellen een snelle overgang binnen twee generaties voor, die zich in Nederland ongeveer 2900 voor Christus afspeelde. 

## Keramiek

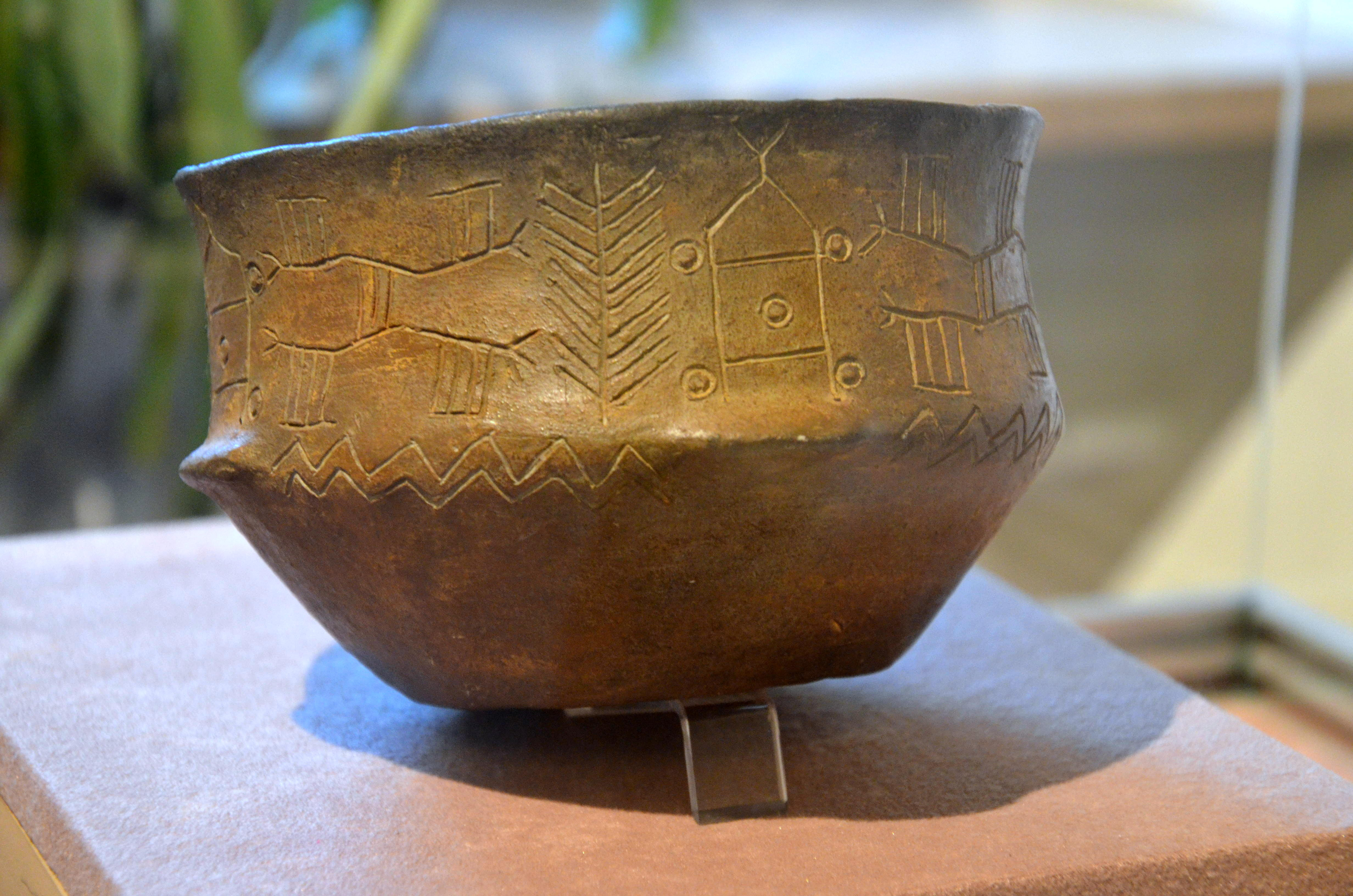
Trechterbekercultuur van Bronocice

Het aardewerk in de westelijke trechterbekercultuur bestaat voornamelijk uit trechterbekers en andere vormen zoals kommen en schalen. Er zijn aanwijzingen dat keramiek met de restanten van het begrafenismaal werd meebegraven als onderdeel van het bijzettingsritueel.
De trechterbeker van Bronocice vertoont de oudste met zekerheid gedateerde afbeelding van een wagen met vier wielen ter wereld.

## Gereedschap

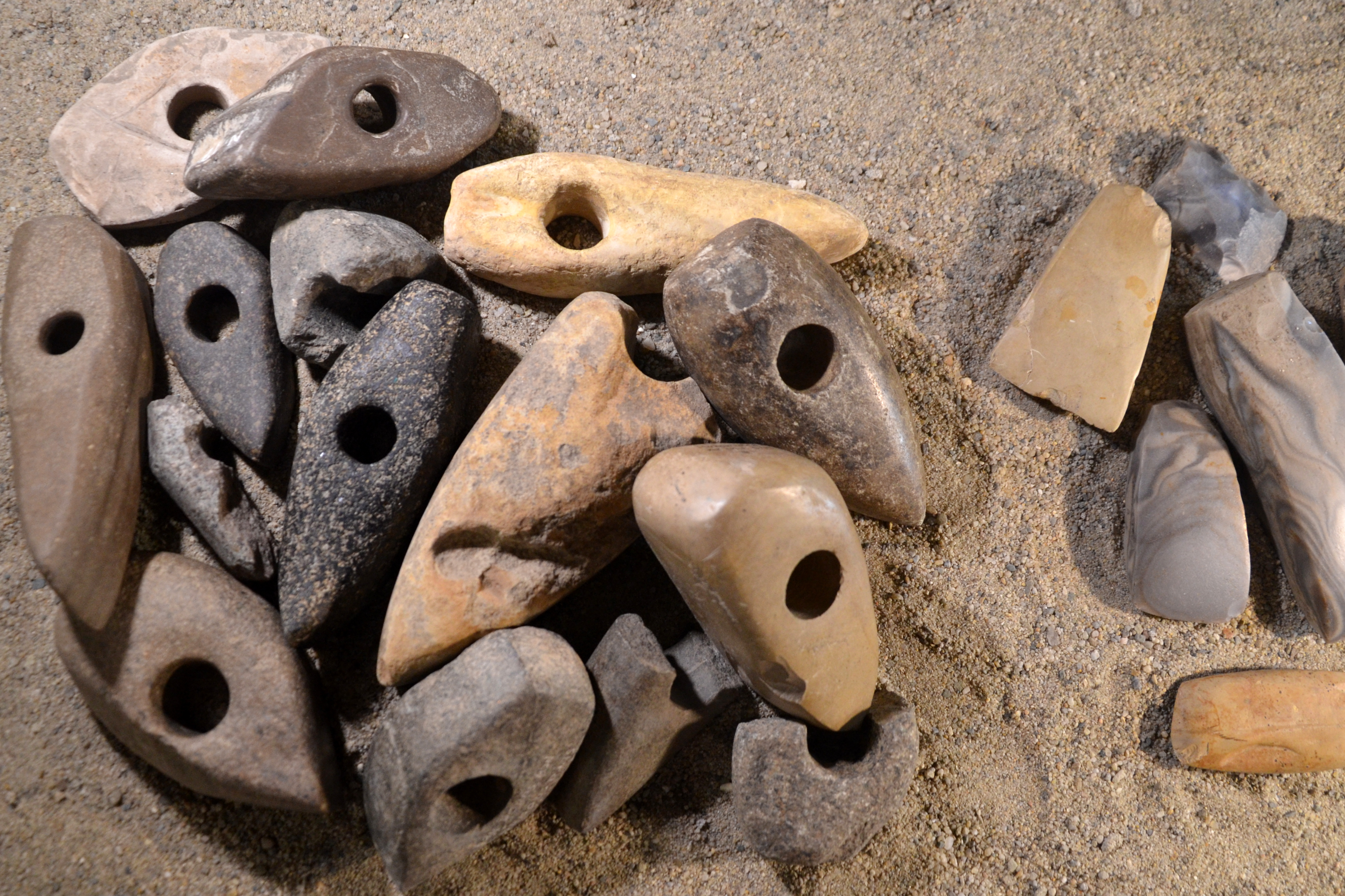
Doorboorde bijlen

Het gevonden gereedschap bestaat uit gepolijste stenen hamers en hamerbijlen met doorboringen voor bevestiging aan een steel. In het Drents Museum in Assen is een apparaat te zien dat mogelijk gebruikt werd om de gaten in het steen te boren. 
Er zijn aanwijzingen dat er handel werd gedreven met Sleeswijk-Holstein en Denemarken.

## Vindplaatsen in Nederland
In Drenthe liggen 52 hunebedden uit de trechterbekerperiode. Vindplaatsen van hunebedden zijn er in ook in Friesland, Groningen en Overijssel.
Naast hunebedden worden soms ook andere sporen uit de trechterbekerperiode aangetroffen. De oudst bekende grafheuvel in Nederland uit de periode werd ongeveer 5000 jaar geleden aangelegd bij Apeldoorn.
In 2006 werden onder de oude terp van Oostrum resten van een nederzetting van de trechterbekercultuur aangetroffen, bestaande uit het karakteristieke trechterbeker-aardewerk en bewerkt vuursteen. Groningse vindplaatsen zijn het hunebed G1 bij Noordlaren, het hunebed G5  van Heveskesklooster (1982) en de nederzetting van Wetsingermaar bij het gemaal Tilburg (2000).
In mei 2015 is er een grote vondst gedaan bij Dalfsen. Het betreft een groot grafveld met vele grafgiften, aanwijzingen voor boerderijen en een ritueel monument. Er zijn minstens 120 trechterbekers aangetroffen.

## Musea
In het hunebedcentrum in Borger en het Drents Museum in Assen vindt men nog meer informatie over de Bandkeramische cultuur en de trechterbekercultuur.